# Dendroleon javanus
Dendroleon javanus är en insektsart som beskrevs av Banks 1914. Dendroleon javanus ingår i släktet Dendroleon och familjen myrlejonsländor. Inga underarter finns listade i Catalogue of Life.